# Ody z roku 1819 (cykl Johna Keatsa)
Ody z roku 1819 – cykl wierszy angielskiego romantyka Johna Keatsa. Sekwencja obejmuje utwory Ode on a Grecian Urn, Ode on Indolence, Ode on Melancholy, Ode to a Nightingale, and Ode to Psyche i To Autumn. Wiersze te należą do najpopularniejszych liryków Keatsa. Są również najczęściej tłumaczone na język polski. Przekładali je między innymi Zenon Przesmycki, Stanisław Barańczak, Jerzy Pietrkiewicz, Tomasz Krzykała i Maciej Froński.